# Lliser d'Arcalís
 Josep Ponsico Escribà, més conegut com lo'"Lliser d’Arcalís", (Arcalís, 7 de juny de 1834 - Arcalís, 19 d’abril de 1908) va ser el cap d’una colla de bandolers que operava al sud del Pallars Sobirà cap a finals del segle xix. Fruit de la seva activitat delictiva va obtenir un cert renom en aquesta zona del Pirineu que el va fer el protagonista de nombroses històries i contes que s'expliquen a la vora del foc.

## Biografia

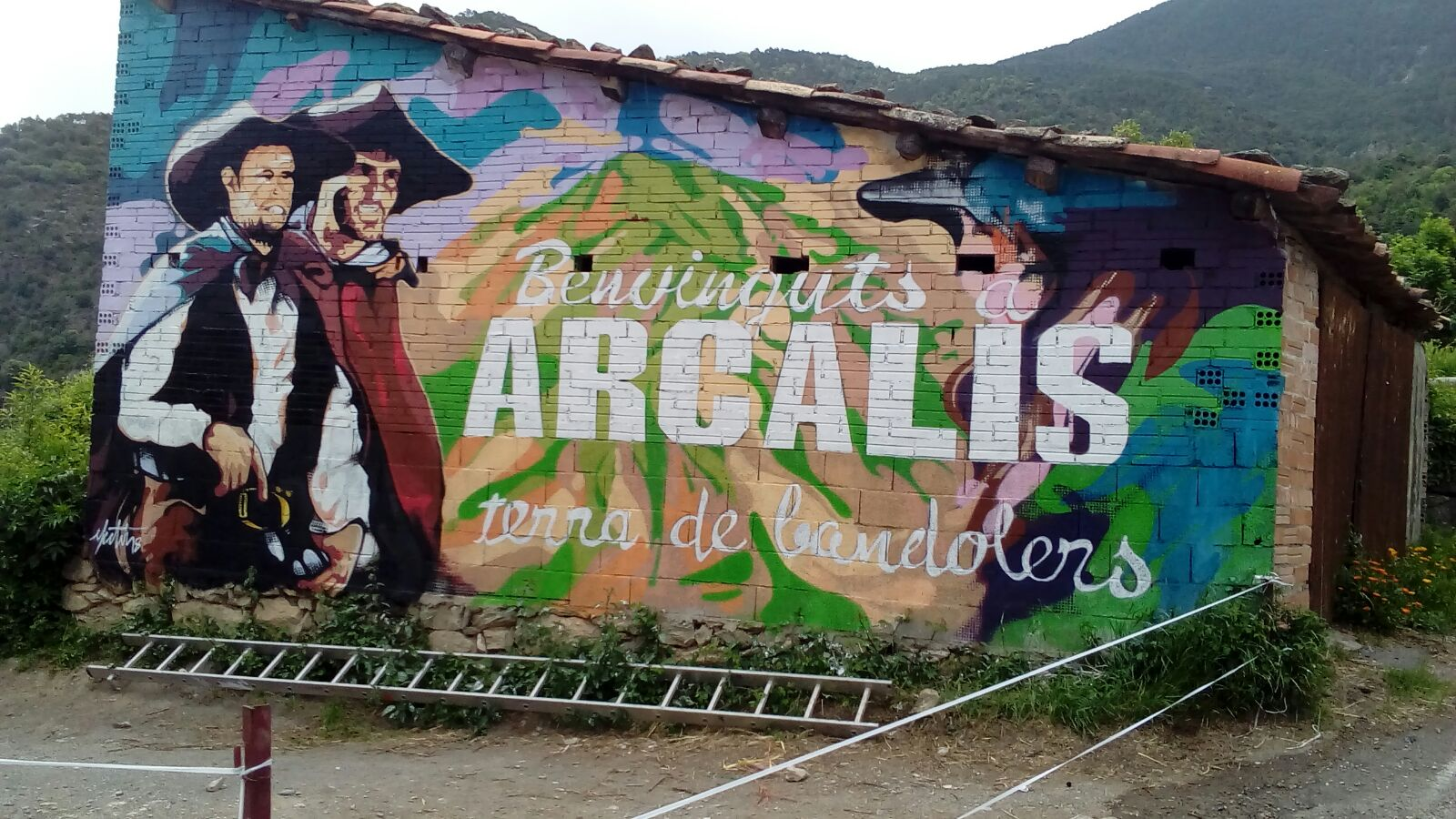
Grafit a l'entrada del poble d'Arcalís

Josep Ponsico, va néixer el 7 de juny de 1834 al poble d’Arcalís. Era el fill més gran d’una família de pagesos en una època caracteritzada per les convulsions i penúries que van provocar les Guerres Carlines, on la presència d’armes entre la població havia de ser bastant habitual.
En aquest context, sobretot en ambients rurals, van aparèixer diversos grups de bandolers que actuaven en un territori que coneixien bé i on exercien les seves activitats violentes. Josep Ponsico liderava un petit grup, d'uns 9 homes, que va estar actiu aproximadament entre els anys 1866 (quan es denuncien els seus suposats robatoris) i 1887. Controlava els passos des de Collegats (entre el Pallars Jussà i el Pallars Sobirà), a la Vall Fosca o la Terreta (en els límits entre Catalunya i Aragó) fins al port del Cantó i Organyà (a l'Alt Urgell). Paral·lelament a la seva activitat com a saltejador, en Lliser actuava com a secretari del districte municipal d'Estac, fet que devia facilitar-li portar una doble vida. Així, l'any 1863 es va casar amb Josefa Saboya Llevada de Casa Gració d'Arcalís, amb qui varen tenir 6 fills.
Un cop s'informaven dels negocis que es tancaven a les fires de bestiar, mercats, aplecs i festes majors preparaven les seves accions i després devien tornar als seus afers normals. A mesura que anaven tenint èxit amb les seves malifetes anava creixent la fama del grup de bandolers.
A resultes d’un atac fallat, l'any 1887, a casa de mossèn Miquel Tomasó Castellarnau d'Astell (a la Vall Fosca), va ser detingut i condemnat (el 6 d'abril de 1888) per robatori a ma armada i amenaces. Com que no se li va atribuir cap delicte de sang (que segurament li hagués comportat la pena de mort) va ser condemnat a 20 anys de presó i treballs forçats al penal de Monte Hacho, a Ceuta. Josep Ponsico va ser indultat el 1902 amb motiu de la celebració de la majoria d’edat del rei Alfons XIII i va poder tornar a Arcalís, on moriria el 1908 als 74 anys d’edat.
Després de la seva mort, els hereus de Casa Lliser van vendre la casa i van emigrar a França per deixar enrere la seva mala reputació.